# Erioloides mexicanum
Erioloides mexicanum är en insektsart som först beskrevs av Henri Saussure 1859.  Erioloides mexicanum ingår i släktet Erioloides och familjen vårtbitare. Inga underarter finns listade i Catalogue of Life.